# Хорватський Апоксіомен
Хорватський Апоксіо́мен (хорв. Hrvatski Apoksiomen, англ. Croatian Apoxyomenos) — це давньогрецька чоловіча статуя, вилита у бронзі у II чи I ст. до н. е.; вона була знайдена 1996 року на дні моря поблизу хорватського ненаселеного острівця Веле Орюле (хорв. Vele Orjule), на південний схід під острова Лошинь. Статуя зображує атлета — Апоксіомена («скребця») — у момент, коли він зіскрібає піт та пил зі свого тіла за допомогою малого вигнутого інструмента під назвою стригіль.
Після того як Хорватський Апоксіомен був піднятий з моря 1999 року, він був сильно реставрований та вперше виставлений на публіку у 2006 році. Це найбільш ціла та найкраще збережена статуя Апоксіомена серед восьми відомих.

## Знахідка

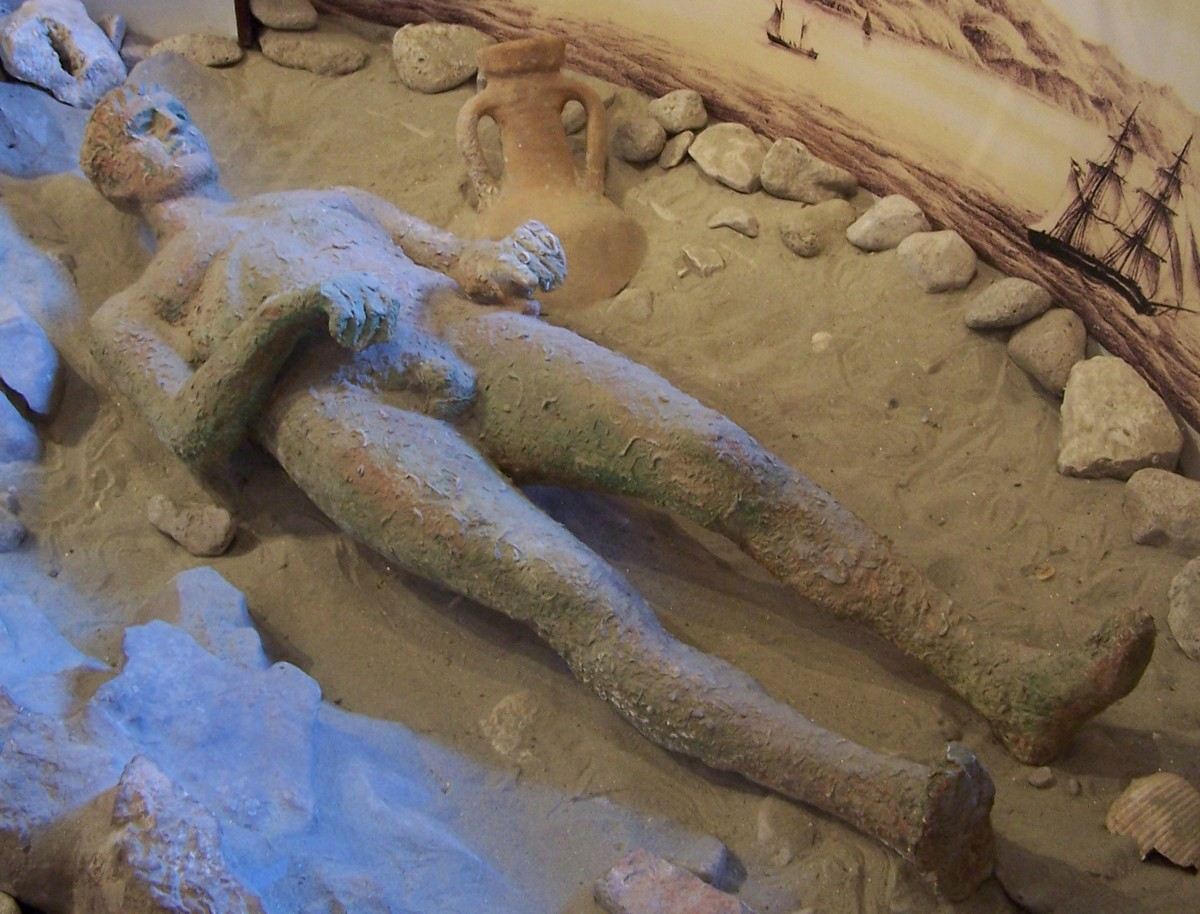
Репліка, яка зображує вигляд статуї в момент знахідки

Апоксіомен був знайдений 1996 року бельгійським туристом Рене Вутером (René Wouters) у морі поблизу острівця Веле Орюле, на піщаному дні між двома скелями на глибині бл. 45 метрів. Вутер, який захоплюється спортивним дайвінгом та аматорською фотографією, відвідував Хорватію та острів Лошинь декілька років та відкрив статую випадково під час одного з занурень 1998 року Вутер повідомив про знахідку Міністерство культури Хорватії та був присутній, коли команда дайверів Міністерства культури, Археологічного музею в Задарі, Спеціальної поліції та компанії Submar d.o.o. підняла статую з моря 27 квітня 1999 р.

## Реставрація
Піднятий з моря, Апоксіомен був вкритий морськими осадами і організмами, які до нього приклеїлись. У першому такого роду для Хорватії процесі консервації спільна хорватсько-італійська команда науковців не використовувала хімічні реагенти для їх видалення, а обережно видалила їх механічними ручними знаряддями (і деколи машинами). Статуя була повільно обезсолена, тріщини були відремонтовані, відламані частини приєднані (були відламані голова, роздроблений постамент); також було створено спеціально розроблений внутрішній каркас для підтримки статуї.

## Вигляд та типологія

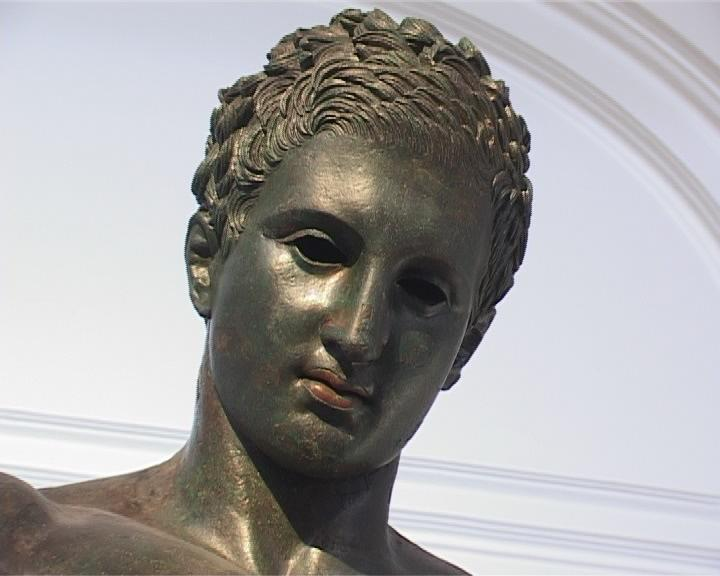
Голова

Хорватський Апоксіомен має 192 см у висоту та стоїть на оригінальній бронзовій основі висотою 10 см, яка прикрашена орнаментом з квадратів та свастик. Історики мистецтв Ненад Камбі зі Спліту та професор Вінченцо Саладіно з Флорентійського університету вважають, що статуя датується II–I століттями до нашої ери. Скульптор статуї невідомий, але її краса та якість вказує на визнаного майстра.

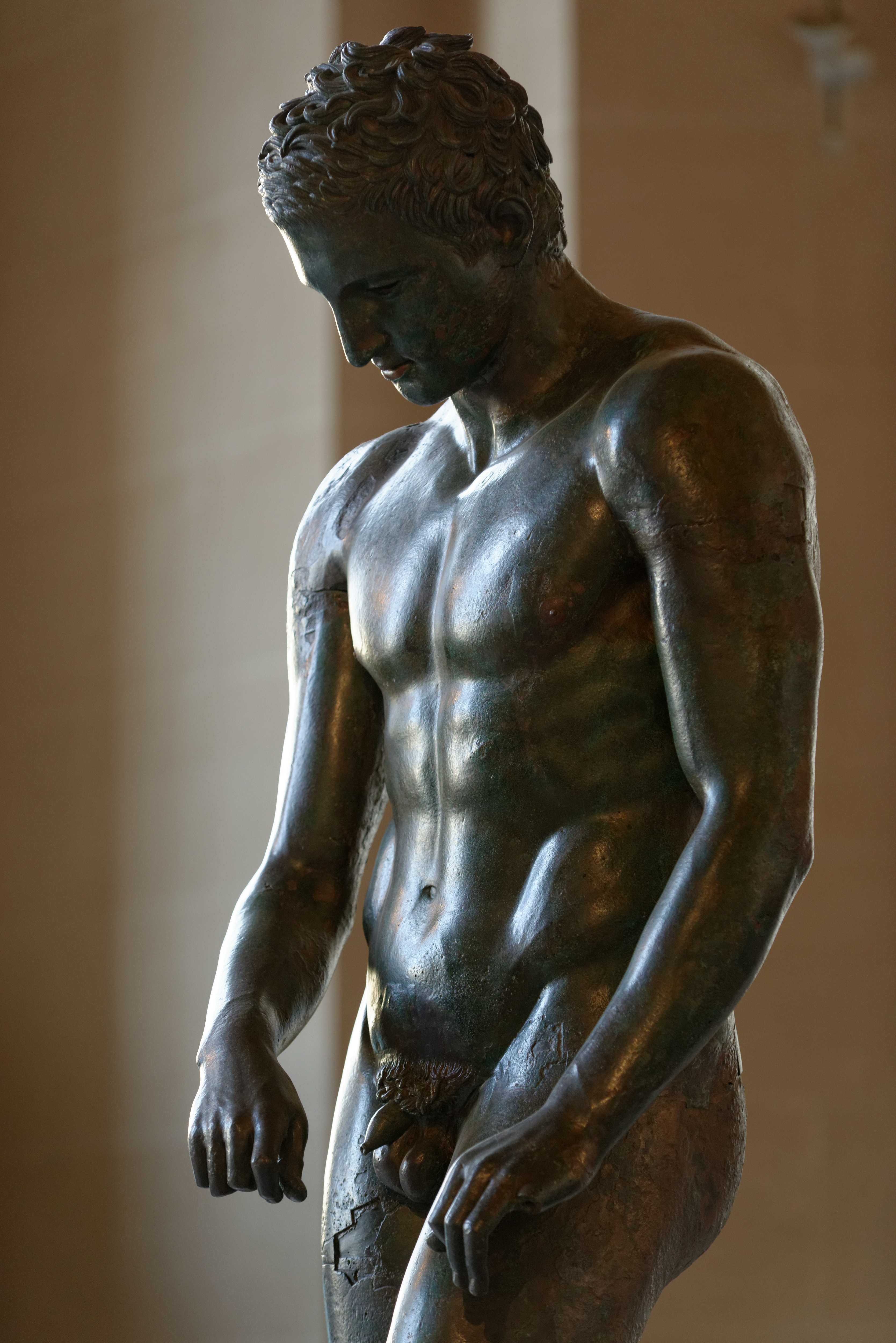
Торс

Схожа статуя була знайдена 1896 року в Ефесі, сучасна Туреччина; вона тепер належить Музею історії мистецтв у Відні. Хорватський Апоксіомен відрізняється від Ватиканського Апоксіомена роботи Лісіппа, в першу чергу тим, що руки хорватського розташовані на рівні стегон, а не передпліч, як у ватиканського. Досить значна кількість фрагментів скульптур цього типу свідчить про її популярність в античні часи. Хорватський Апоксіомен міг бути створений як варіація на тему скульптури Лісіппа. З восьми відомих статуй Апоксіомена, хорватська найбільш повна та найкраще збережена.
Історик мистецтв та професор Антун Караман так описав Апоксіомена:
Бронзовий блиск Апоксіомена виблискує як останні спалахи класичного грецького періоду, коли людина за допомогою філософії почала шукати притулок у невидимому (Платон закликав до втечі у шари вищої свідомості), але також у безпечному та міцному притулку знання (гносеологічний тезис Арістотеля). Тому Апоксіомен величавий та спокійний. Споглядаючи його ідеальну форму, майже можна доторкнутись до того, що інакше лишається прихованим від погляду, який обмежується спостереженням зовнішніх форм. Апоксіомен та його скульптор стоїчно приймають відносність основи буття, оскільки він живе посеред постійної зміни. Приймаючи непостійність як цінність та факт, він відкриває приховані емоції, що завтра сягнуть точки кипіння в еллінізмі.

## Аналіз та відкриті питання

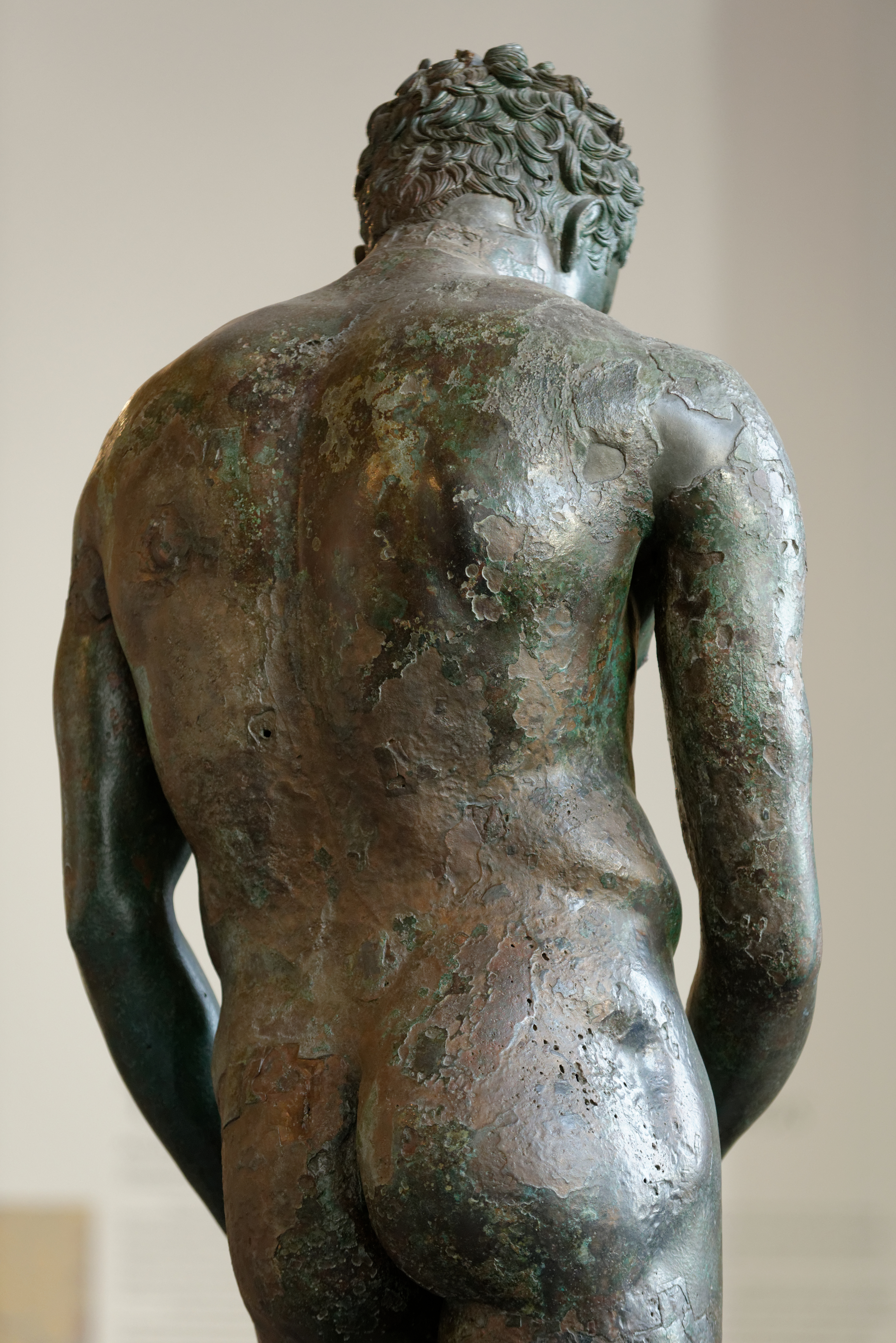
Спина

Після підйому всередині статуї були знайдені шматочки дерева, гілочки, декілька насінин фруктів, оливки та вишні без кісточок та гніздо маленького гризуна. Радіовуглецеве датування цього органічного матеріалу вказало, що Апоксіомен впав у море не одразу після створення, а десь між 20 р.н. е. та 110 р.н. е.
Уважні підводні дослідження території площею 50 000 м² довкола місця знахідки, з використанням роботизованих зондів та металодетекторів, виявили фрагменти бронзової основи статуї, свинцевого якоря та фрагменти амфор. Ці знахідки не вказують на аварію корабля, і дослідники вважають, що Апоксіомен впав або був викинутий з римського торгового корабля під час шторму, але причини цього є нез'ясованими.
На початку II сторіччя нашої ери (якщо дотримуватись пізнішої межі радіовуглецевого датування), цей Апоксіомен вже б вважався історичною цінністю. Можливо його перевозили до одного з головних міст північної Адріатики — Аквілеї, Трієста, Равенни, Пули чи Парентія. Ймовірним є також намір перевезти статую до раннє-римської вілли з термами, яка була знайдена на затоці Веріге острова Велі Бріюн (хорв. Veli Brijun).

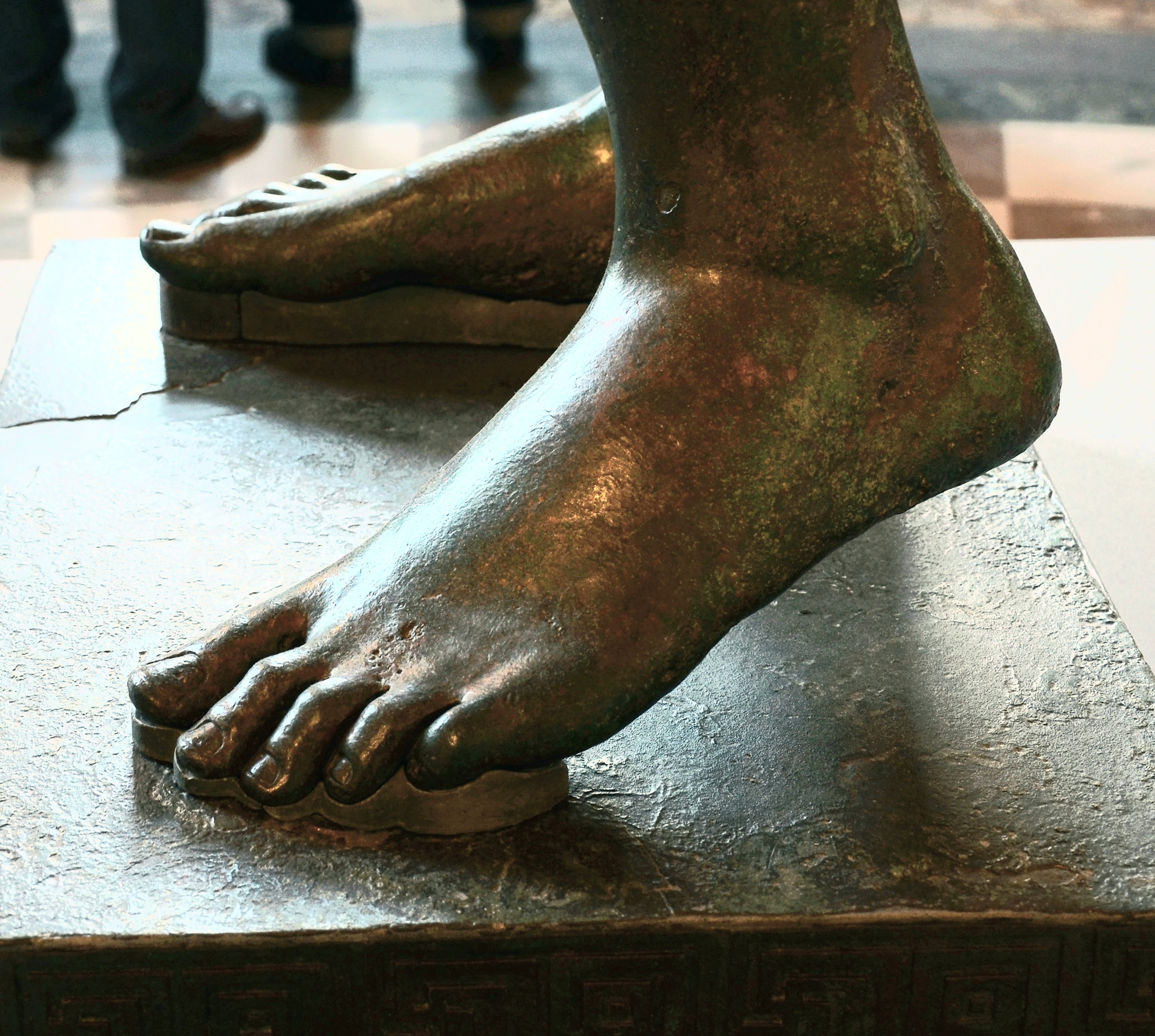
Постамент статуї

Хорватський археолог Ненад Камбі проаналізував тип та пропорції тіла статуї та на основі розвитку мускулатури верхнього торсу дійшов висновку, зо модель був борцем.
З часу відкриття статуї, археологи не дійшли єдиної думки, чи був чоловік-модель для статуї лівшею чи правшею. Наприклад, під час відвідування експозиції статуї у Палаццо Медічі Ріккарді, італійський міністр освіти Джузеппе Фіороні дійшов висновку, що модель був лівшею на підставі того, що мускули лівого плеча статуї більше розвинені, ніж правого.

## Демонстрація

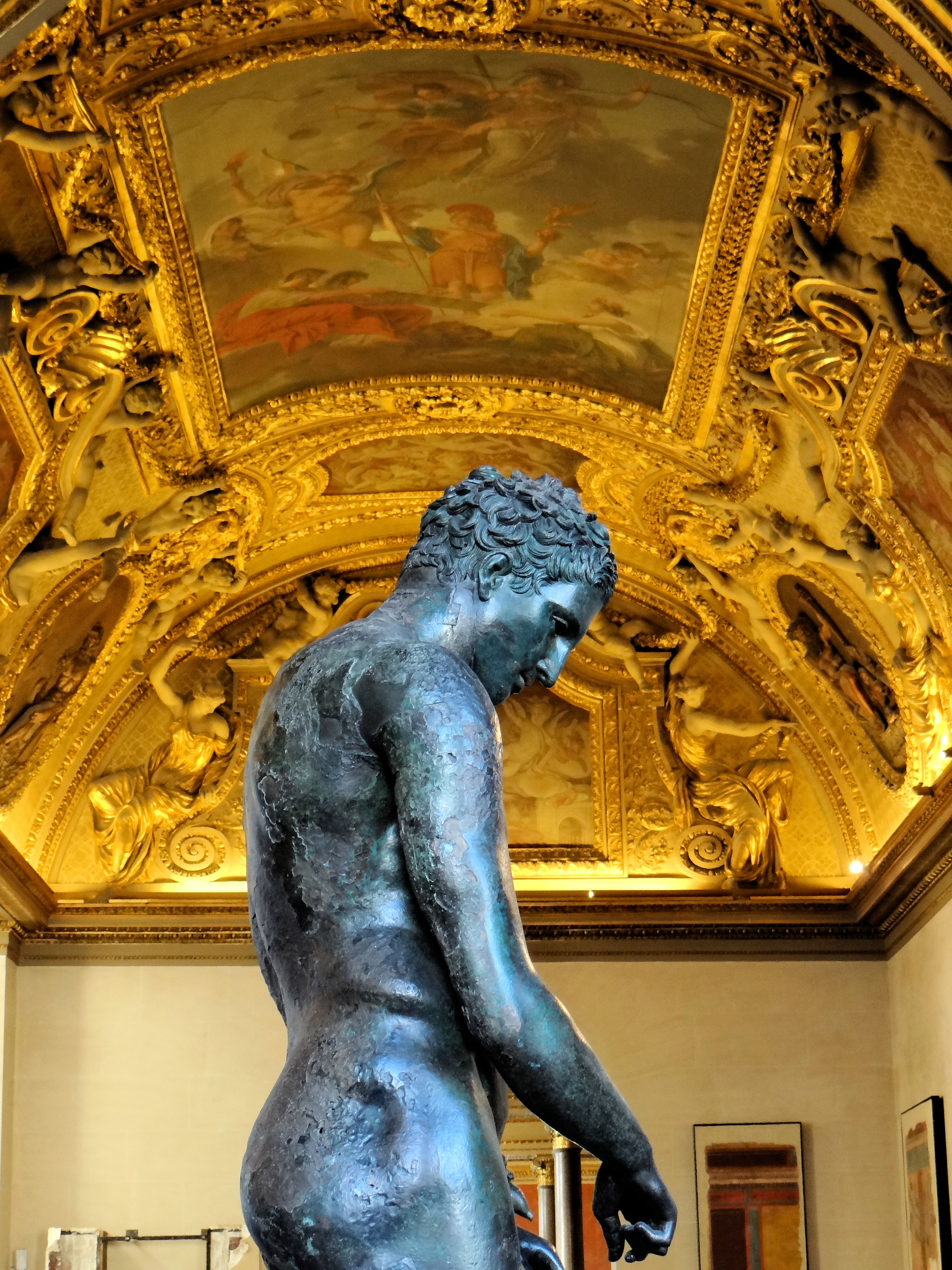
Апоксіомен на виставці у Луврі, Франція

Після років обезсолення та обережної реставрації, Апоксіомен був вперше виставлений в Археологічному музеї Загреба з 18 травня по 17 вересня 2006 року. З 1 жовтня 2006 року по 30 січня 2007 року він виставлявся в Палаццо Медічі Ріккарді у Флоренції, «значно збільшивши кількість відвідувань палаццо». Після повернення до Загребу 2007 року, Апоксіомен виставлявся в численних локальних та закордонних музеях, включаючи Британський музей в Лондоні, Музей Гетті в Лос-Анджелесі та Лувр у Парижі.
2007 року Апоксіомен отримав нагороду «Europa Nostra» за збереження культурної спадщини.
У лютому 2007 року, хорватський прем'єр-міністр Іво Санадер висловився на користь переміщення Апоксіомена на острів Лошинь, у чийому архіпелазі він був знайдений, але залишив остаточне рішення експертам Ради культурного спадку. У жовтні 2007 року Рада одностайно вирішила, що Апоксіомен буде переміщений до власного музею, який будується як додаток до історичного Кварнерського палацу у місті Малі-Лошинь. Це рішення було підтримано Міністерством культури Хорватії.
На поточний час Апоксіомен зберігається у Археологічному музеї Загребу до остаточного переїзду до Малі-Лошинь. Вартість музею, який будується там з 2009 року за проектом архітекторів Саши Рандіч та Ідіс Турато, становить бл. 20 млн. кун (бл. €2,6 млн.). Музей має відкритись 30 квітня 2016 р.